# 大武級救難艦
大武級救難艦（だいぶきゅうきゅうなんかん、中国語: 大武級救難艦）、建造計画名は「安海計画」、計画当初は新型救難艦として呼ばれていました。これは中華民国海軍が初めて導入した、1万トン以上の船舶を曳航できる能力を持つ救難艦であり、主に海軍艦艇の救援や曳航任務を担当します。また、政府機関や民間船舶に対する人道的な救援任務の支援も可能です。
計画では6隻の建造が予定されており、第二次世界大戦時に建造された老朽化した大湖級救難艦および大同級遠洋曳船を代替し、海軍が冬季の悪天候でも効果的に任務を遂行できるようにすることを目的としています。

## 概要
大武級救難艦は、曳航、救助、水中作業を主な任務とし、先進的な救助・保護システム、水深100メートルまで対応可能な水中救助システム（潜水鐘）、水深500メートルまで対応可能な遠隔操作潜水艇（英: Remotely Operated Vehicle、略称：ROV）を装備しており、海軍の深海救助能力を強化する。また、高速性、優れた機動力、高い自動化能力、高い曳航力などの特徴を持っており、救助、曳航、サルベージ作業を行う上で、運航の安全性や海況などの要因に制限されにくく、救助任務の達成に貢献する。
中華民国海軍は第二次世界大戦後、順次大湖級救難艦と大同級遠洋曳船を受け入れましたが、これらの救難艦は戦闘艦艇ではなく、予算の制約などの要因から更新が行われず、そのため両艦の就役期間は70年以上に及びました。
2016年6月20日、海軍司令部は「12項目の未来造船計画」の報告書を発表し、その中には多種の新型艦艇の建造計画が含まれていました。これに伴い、救難艦も新型艦艇を支援するために更新が必要であるとされました。そのため、海軍は新型救難艦に対して以下の技術要件を提示しました：
1. 2軸推進、2枚の舵、可変ピッチ・プロペラ（英語版）は、船首と船尾側のサイドスラスターを備え、その場で360度回転し、横に動くことができる。
2. 自動船位保持装置搭載。 シーステート4での救助活動や水中サルベージ活動が可能で、シーステート5を含む海流2.5ノット下での位置確認と救助活動能力を持つ。
3. 3万トン以上の船舶を曳航でき、最大曳航トン数は10万トン。
4. 海上消火活動や基本的な海洋汚染処理能力を備えている。
5. 任務の要求に応じて、遠隔操作潜水艇（ROV）（操作深度200メートル以上）、水中救助装置、その他の救助システム（潜水鐘）を装備することができる。
6. 救難ヘリコプター用ヘリコプター甲板と人員救助艇を備えている。

2018年8月31日、中華民国国防部が作成した2019年国防予算の公開部分が立法院に送られ、初の新型救難艦の研究・開発・建造に29億7,516万新台湾ドルが割り当てられた。
2020年12月2日，国防部は、台湾国際造船が新型救難艦の建造を29億7,516万新台湾ドルで落札したと発表した。契約は2020年12月4日から発効し、当初は2023年8月に引き渡しが予定されていたが、海軍への主機の引き渡しが遅れたため、2024年1月に延期された。
2024年2月、一部の装備品の到着が遅れているため、海軍も「安海計画」を修正、1番艦「大武」は当初3月中旬に引き渡される予定であったが、装備品が整っていないため、遅れているとの噂も流れた。この点、もともと台湾国際造船は対外的に3月中旬の引き渡しができないことを確認しており、5月20日までに引き渡し式を完了させたいとして、すでに装備品の到着を早めるよう調整しているが、「双方は契約に従い、それに従って実施する」と表明している。
大武級救難艦は潜水艦の深海救援能力を有していないため、中華民国海軍は101億元の予算を計上し、潜水艦救難艦の建造を計画しています。これは、海鯤級潜水艦の導入に伴い、深海救援能力を確立するための取り組みであり、2027年に建造計画が開始される予定です。

## 設計

### 艦体
大武級救難艦は統合全電気推進(IFEP)と、可変ピッチ・プロペラを採用しており、艦首には2基の油/水受給ポストステー、艦中央部には2基の移動式海上ドライカーゴ受給ポストステー、艦尾には1基の垂直受給ポストステーがあります。艦体の左舷には一つの艙門があり、その中には遠隔操作潜水艇（ROV）を搭載・回収するための吊り具が設置されており、潜水艇の制御室も左舷艙門付近に配置されています。
海上での定位を維持し、救難及び水中引き揚げ作業を行うため、大武級救難艦にはDP1級自動船位保持設備が搭載されており、シーステート4以下、海流1.5ノット以下の環境でも、艦首、舵、艏側推進器、艉側推進器、伸縮式全向推進器を駆使して艦体の絶対位置と方向を調整できます。このシステムにより、艦体は原地で360度回転したり、横方向に移動したりすることができ、狭い港内での操艦が容易になります。

### 救難システム
大武級救難艦は、艦体後部に曳航装置を搭載し、船速6ノット、シーステート4の状況下で10万トン級の船舶を曳航することができます。また、射程120メートルの消防用水銃を4基装備し、難船の火災を消火する能力も備えています。全艦には散水システムが搭載されており、これにより火災の影響を防ぎ、NBC環境下でも艦体の洗浄が可能です。
さらに、最大潜深度100メートルの潜水鐘も搭載されており、シーステート4の海況下で3名が作業することができます。また、最大潜深度500メートルの遠隔操作潜水艇（ROV）も装備されており、最大30キログラムの積載物を100メートル範囲内で検索することができます。

### 統合型艦艇管理システム
大武級救難艦は、国家中山科学研究院（NCSIST）が開発した統合型艦艇管理システム（IPMS）を搭載しています。このシステムは商用オフザシェルフを使用しており、艦体の推進、電力、艙面システム、補機、損害管理、安全監視などのサブシステムを制御できます。
また、光ファイバーネットワークを使用して、艦内外の通信統合システム（ICS）および統合艦橋管理システム（IBS）と接続されており、艦上の乗員はこのシステムを通じて艦全体の状況を把握することができます。さらに、このシステムには艦上での操作訓練をサポートする訓練モードが搭載されており、乗員がシステムの操作に習熟するための訓練が可能です。

## ギャラリー

「大武」の艦橋
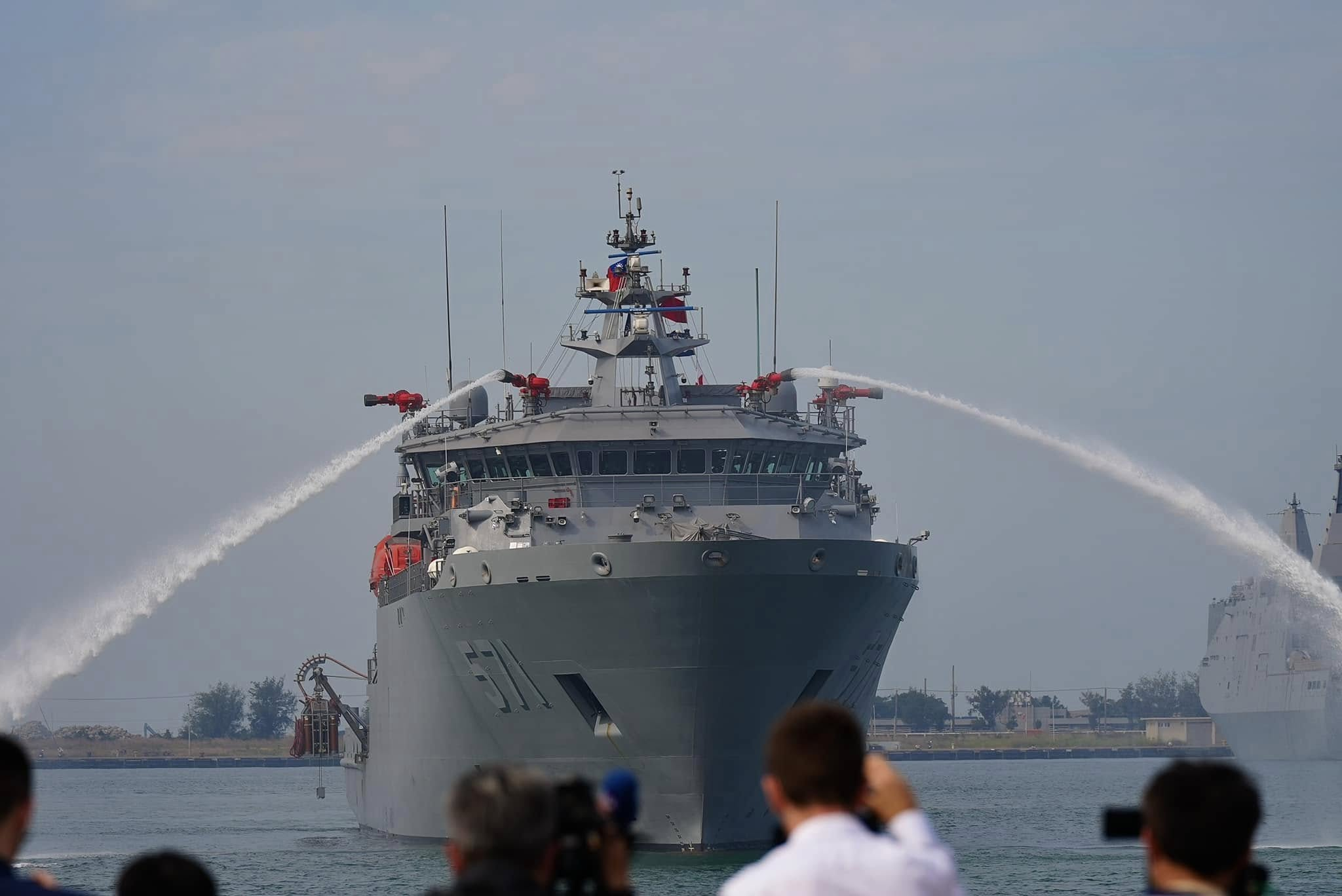
「大武」で消防用水銃と潜水鐘の吊り下げを展示

## 同型艦
| 艦番号  | 艦名 | 造船所       | 起工         | 進水          | 受領           | 就役 | 現況   | 注釈 |
| ------- | ---- | ------------ | ------------ | ------------- | -------------- | ---- | ------ | ---- |
| ARS-571 | 大武 | 台湾国際造船 | 2021年8月4日 | 2023年3月27日 | 2024年10月23日 |      | 公試中 |      |